# Martin Achrainer (Sänger)
Martin Achrainer (* 1978 in Kitzbühel) ist ein österreichischer Opernsänger (Bassbariton).

## Leben
Achrainer absolvierte eine Schauspielausbildung am Max Reinhardt Seminar Wien. Gesang studierte er bei Rotraud Hansmann an der Universität für Musik und darstellende Kunst Wien. Zu seinen Lehrern gehörten Brigitte Fassbaender, Irina Gavrilovici, Robert Holl und Charles Spencer.
Nach ersten Bühnenjahren am Tiroler Landestheater und der Opéra National de Bordeaux wechselte er zur Spielzeit 2008/2009 ans Landestheater Linz, dem er bis heute als festes Ensemblemitglied angehört. Dort stellte er Graf Almaviva, Don Giovanni und Leporello, Guglielmo, Papageno in Mozarts Opern sowie Figaro in Rossinis Il barbiere di Siviglia, Dandini in La Cenerentola, Raimbaud in Le comte Ory sowie den Marcello in Puccinis La Bohème und Nekrotzar in György Ligetis Le Grand Macabre dar.
Er war bei  Festivals und in Konzertsälen zu Gast, u. a. den Bregenzer Festspielen, der Brooklyn Academy of Music New York, der Bunkankaikan und Suntory Hall Tokyo, der Festival Hall Osaka, der Neuen Oper Wien, den Salzburger Festspielen, dem Stadt-Casino Basel sowie im KKL Luzern. Er sang die Titelpartie in der Uraufführung der Oper Kepler von Philip Glass. Für Achrainer schrieben Komponisten wie Alexander Bălănescu, Rudolf Kelterborn, Kurt Schwertsik, Paul Engel, Ernst Ludwig Leitner und Ingo Ingensand.
Achrainer sang unter  Dirigenten wie Dietfried Bernet, Christoph Campestrini, Dennis Russell Davies, James Gaffigan, Kurt Masur, Marc Minkowski, Thomas Rösner, Reinhard Schwarz, Ralf Weikert. Er arbeitete mit Regisseuren wie Brigitte Fassbaender, Isabella Gregor, Harry Kupfer, David Pountney, Olivier Tambosi und Jochen Ulrich.
Im Konzertbereich sang er neben Werken von Hans Werner Henze, György Ligeti und Kurt Schwertsik auch jazzinspirierte Musik, zum Beispiel von Leonard Bernstein und Kurt Weill. Gleichfalls war er Interpret in J. S. Bachs Passionen und den großen Werken der klassischen und romantischen Kirchenmusik.
Achrainer ist auf  internationalen CD- und DVD-Veröffentlichungen zu hören, Rundfunk- und Fernsehaufnahmen dokumentieren  seine musikalische Arbeit.
Seit 2015 unterrichtet Achrainer an der Anton Bruckner Privatuniversität Linz.

## Auszeichnungen
- Deutscher Darstellerpreis der Stiftung Doppelfeld bei den Festspielen Schloss Rheinsberg
- Robert-Schumann-Wettbewerb
- Hugo-Wolf-Preis Wien
- Gradus ad Parnassum
- Hilde Zadek Bewerb für Literatur des 20. Jahrhunderts Wien
- Richard Tauber Medaille[4]